# Kenyas sjösystem
Kenyas sjösystem är består av de tre sammanlänkade, relativt grunda, sjöarna Bogoriasjön, Nakurusjön och Elementaitasjön som ingår i det band av saltsjöar som löper genom Östafrikanska gravsänkesystemet. Det naturskyddade området i Kenya omfattar 32 034 hektar.. 24 juni 2011 blev de tre sjöarna ett världsarv.

## Bogoriasjön
Bogoriasjön är 34 km² stor och ligger söder om Baringosjön i Kenya. Sjön har en av världens största populationer av mindre flamingo.

## Nakurusjön
Nakurusjön och området runt den utgör Nakurusjöns nationalpark. Sjöns, som är 40 km² stor, har också den en rik algflora lockar dit ett stort fågelliv, däribland stora mängder mindre flamingor.

## Elementaitasjön
Elementaitasjön ligger mellan Naivashasjön och Nakurusjön. Den är en av de mindre sjöarna, endast 18 km² och utgör, liksom de två andra sjöarna, ett viktigt habitat för både större och mindre flamingoer.